# Онон-Балж
Національний парк Онон-Балж розташований на північному сході Монголії, в долині річки Онон. Територія заповідника відзначається як великим біорізноманіттям, так і великим історичним і культурним значенням через її зв'язки з Чингісханом. Парк розміщується в аймаку Хентій і меншою мірою в аймаку Дорнод, в 280 км на північ від Улан-Батора.

## Клімат і екорегіон
Клімат району — холодний напівпустельний (BSk за класифікацією Кеппена). Парк знаходиться в південній частині екорегіону забайкальських хвойних лісів.

## Флора і фауна
Рослинність змінюється в залежності від близькості до річок: в долинах Онону і Балжу є вербові гаї і заплави, в горах- степовий і лісостеповий ландшафт. Для лісів характерні сосни і модрини. В парку розмножуються рідкісні птахи, наприклад гуска китайська (Anser cygnoides), боривітер степовий (Falco naumanni) і журавель даурський (Antigone vipio). Мешкають такі ссавці. як ховрах даурський (Spermophilus dauricus) і єнот уссурійський (Nyctereutes procyonoides). Водяться такі риби, як таймень, лососеві, харіуси, ленки, окуні.

## Туризм
Природня краса і унікальна культура (за переказами, саме в цій місцевості народився Чингісхан), є передумовами для популяризації національного парку і розвитку екологічного туризму.